# Edsel Bryant Ford
Edsel Bryant Ford (Detroit, 6 de noviembre de 1893-Grosse Pointe Shores, Míchigan; 26 de mayo de 1943) fue un empresario y filántropo estadounidense, hijo de Henry Ford. Presidió Ford Motor Company desde 1919 hasta 1943.

## Vida y carrera
Hijo único del matrimonio de Henry Ford con Clara Bryant, Edsel fue educado para hacerse cargo del negocio familiar. Creció rodeado de automóviles y observando de cerca el trabajo de su padre.
Se convirtió en secretario de Ford en 1915 y se casó con Eleanor Clay, sobrina de J. L. Hudson, el 1 de noviembre de 1916. Se instalaron en 2171 Iroquois St, en el conocido barrio Indian Village de Detroit
El joven Ford mostró un mayor interés que su padre en un nuevo estilo de automóvil. Fue más permisivo a la hora de impulsar un diseño más creativo de los automóviles en parte con la compra de la Lincoln Motor Company en 1922. Su afinidad a los coches deportivos se demuestra también en su gama de vehículos personales: Edsel compró el primer coche de la marca británica MG que fue importado en los Estados Unidos. En 1932 se hizo diseñar un deportivo con motor V-8 especialmente para él y, dos años más tarde, otro deportivo con la carrocería de aluminio. Estos dos últimos coches los mantuvo durante el resto de su vida e inspiraron el diseño del Lincoln Continental.
Tras convertirse en presidente de la Ford Motor Company, Edsel defendió la introducción de un automóvil más moderno que reemplazara al Ford T, pero su padre impuso su opinión y le fue imposible sacarlo adelante. Sin embargo, la evolución en las cifras de ventas y la cuota de mercado de la marca Ford finalmente hicieron que la introducción de un nuevo modelo fuera algo inevitable.
Durante la fase de diseño del Ford A, Henry Ford se encargó de la calidad mecánica de la máquina, mientras que su hijo se encargaba de diseñar la carrocería del automóvil, tarea que llevó a cabo con la ayuda del diseñador Jozsef Galamb. Edsel también se impuso a su padre en la inclusión del freno mecánico sobre las cuatro ruedas y en el tipo de transmisión del modelo. El resultado de todo el proceso, el Ford A, fue un éxito comercial, que llegó a vender más de cuatro millones de unidades en cuatro años de producción.
Como presidente, Edsel Ford se encontró en muchos casos con el tope que suponía el veto de su padre a algunas de las decisiones de mayor calado, si bien logró acometer en la compañía varios cambios de gran magnitud. Edsel Ford fundó y dio su nombre a la división de los automóviles Mercury, y fortaleció de forma significativa la producción de la Ford fuera de Estados Unidos. También fue responsable del desarrollo de los modelos Lincoln Zephyr y Lincoln Continental.
Al igual que en el caso de su padre, la reputación de Edsel Ford a menudo se ve empañada por las asociaciones que se hace de su figura con la Alemania nazi. Se ha planteado en ocasiones qué grado de control mantenía Edsel sobre las plantas de Ford en Alemania y en Vichy durante la Segunda Guerra Mundial, así como hasta qué punto los accionistas de la Ford Motor Company se beneficiaron de la mano de obra forzada que los alemanes utilizaron en dichas plantas. 
Hubo una investigación del Departamento del Tesoro de Estados Unidos contra Edsel por supuestas violaciones de la Ley de prohibición de comercio con el enemigo (Trading with the Enemy Act) que finalizó al poco de su muerte en 1943. La compañía mantiene que perdió el control de sus plantas inmediatamente después de que Alemania declarara la guerra a los Estados Unidos en 1941, si bien admite que se recibieron algunos beneficios muy limitados.

## Muerte y legado
Tras la muerte de Edsel en Detroit a causa de un cáncer en el estómago a la edad de tan solo 49 años, su padre se vio obligado a retomar la presidencia de la compañía. Todas las acciones sin derecho de voto de Edsel fueron legadas en su testamento a la Fundación Ford, que había fundado con su padre siete años antes. Actualmente Edsel está enterrado en Detroit, en el Woodlawn Cemetery.
Edsel y Eleanor tuvieron cuatro hijos: Henry Ford II, Benson, Josephine y William Clay. Cada uno de ellos heredó una gran cantidad de acciones de la Ford Motor Company, y los tres hijos varones trabajaron en el negocio familiar. Henry Ford II sucedió a su abuelo como presidente de Ford el 21 de septiembre de 1945 y generalmente se le reconoce el haber logrado reflotar la compañía tras la crisis posterior a la Segunda Guerra Mundial.
Edsel Ford fue uno de los más significativos mecenas de arte de la historia de Detroit. Como presidente de la Comisión de Artes de Detroit (Detroit Arts Commission) encargó los famosos Murales de la Industria de Detroit de Diego Rivera, mural que se encuentra en el Instituto de Artes de Detroit. Fue también uno de los primeros coleccionistas de arte africano y sus contribuciones formaron parte del núcleo de la colección original de arte africano del Instituto. Tras su muerte, su familia continuó realizando contribuciones significativas.
También ayudó a financiar misiones de exploración, incluyendo el histórico vuelo del almirante Richard Byrd sobre el polo norte en 1926. Byrd, en sus expediciones a la Antártida, que también eran financiadas por Edsel, puso su nombre a una cordillera en su honor.
En 1929 la familia Ford se trasladó a su nuevo hogar, diseñado por Albert Kahn, en la costa del Lago Sainte-Claire. Edsel Ford murió en esa casa en 1943, y su esposa permaneció en ella hasta su muerte en 1976. Su deseo fue que la propiedad se dedicase "al beneficio del público". La casa de Eleanor y Edsel Ford está hoy en día abierta al público para visitas. La casa tiene una gran colección de antigüedades originales y de arte, así como unas vistas preciosas. En ella se celebran algunos eventos especiales y está dentro de la lista del Registro Nacional de Lugares Históricos.
La carretera Interestatal 94 del Área Metropolitana de Detroit recibe el nombre de Autopista Edsel Ford. El nombre de Edsel Ford también aparece en dos de los tres institutos de Dearborn: el Edsel Ford High School y el Fordson High School.  
Fordson fue la marca de una línea de tractores que comenzó originalmente como una compañía separada, Henry Ford & Son, pero que luego fue fusionada dentro de la Ford Motor Company.
En 1958 Ford comenzó una nueva división de automóviles llamada Edsel. La familia Ford se opuso al uso del nombre de Edsel, pero por entonces la compañía ya no era controlada completamente por la familia. La marca fue un enorme fracaso, a pesar de que el automóvil se vendió moderadamente bien el primer año. La línea dejó de fabricarse en 1960.